# Desa Gondang (administrativ by i Indonesien, Jawa Tengah, lat -7,19, long 110,31)
Desa Gondang är en administrativ by i Indonesien.   Den ligger i provinsen Jawa Tengah, i den västra delen av landet, 400 km öster om huvudstaden Jakarta.